# Станкин
Московский государственный технологический университет «Станкин» (МГТУ «Станкин») — российское высшее учебное заведение в области машиностроения, информационных технологий и менеджмента. Основан в 1930 году под названием Московский станкоинструментальный институт.
Полное наименование — Федеральное государственное автономное образовательное учреждение высшего образования «Московский государственный технологический университет «Станкин».

## История

### Московский станкоинструментальный институт (1930—1992)

#### Основание Московского станкоинструментального института
Московский станкоинструментальный институт был образован в 1930 году с целью подготовки специалистов в области станкостроения.

В развитие постановления Президиума ВСНХ СССР от 15/11 с. г. приказываю: на базе Станкостроительного факультета Государственного электромашиностроительного института (ГЭМИКШ) организовать Станкоинструментальный институт.
— Приказ Президиума ВСНХ СССР от 12 июля 1930 г. № 1647
Создание такого специализированного вуза было продиктовано острой необходимостью иметь в стране собственные квалифицированные кадры для станкоинструментальной промышленности — фундамента всего машиностроения. История Московского станкоинструментального института началась в 1930 году в период роста промышленности в первой пятилетке, когда появилась потребность в большом количестве специалистов высокой квалификации — инженеров и конструкторов.

#### Московский станкоинструментальный институт: первые годы (1930—1941)
В 1930 году первые 108 студентов перешли в Станкин из ГЭМИКШа, но уже через год в институте учились 754 студента. По своему социальному составу это были преимущественно рабочие и их дети, направленные на учёбу по путевкам партийных и комсомольских органов. Временно исполняющим обязанности директора был назначен руководитель ГЭМИКШа Яков Каган-Шабшай (приказ № 1 от 27.07.1930 по Станкоинструментальному институту). За три месяца его руководства были созданы все необходимые хозяйственные и административные службы института.

В октябре 1930 года директором института был назначен А. Брюханов (приказ № 21 от 13.10.1930 по Станкоинструментальному институту). 

Основатель Московского станкоинструментального института Я. Ф. Каган-Шабшай

Сначала институт не имел своего помещения и находился в шести комнатах на территории ГЭМИКШа на Страстном бульваре. В апреле 1931 года Станкин арендовал 15 комнат в здании Дома культуры Советской Армении. Одновременно началось комплектование библиотеки и кабинетов физики, химии и черчения.
Изучение теоретических дисциплин чередовалось с приобретением практических профессиональных навыков на машиностроительных заводах: «Фрезер», завод имени Серго Орджоникидзе, «Калибр», «Красный пролетарий».
Вскоре институту были отданы учебно-производственные мастерские на Большой Переяславской улице. Большую помощь студентам оказывала научно-техническая библиотека. В 1930 году в её распоряжении было 7000 книг.

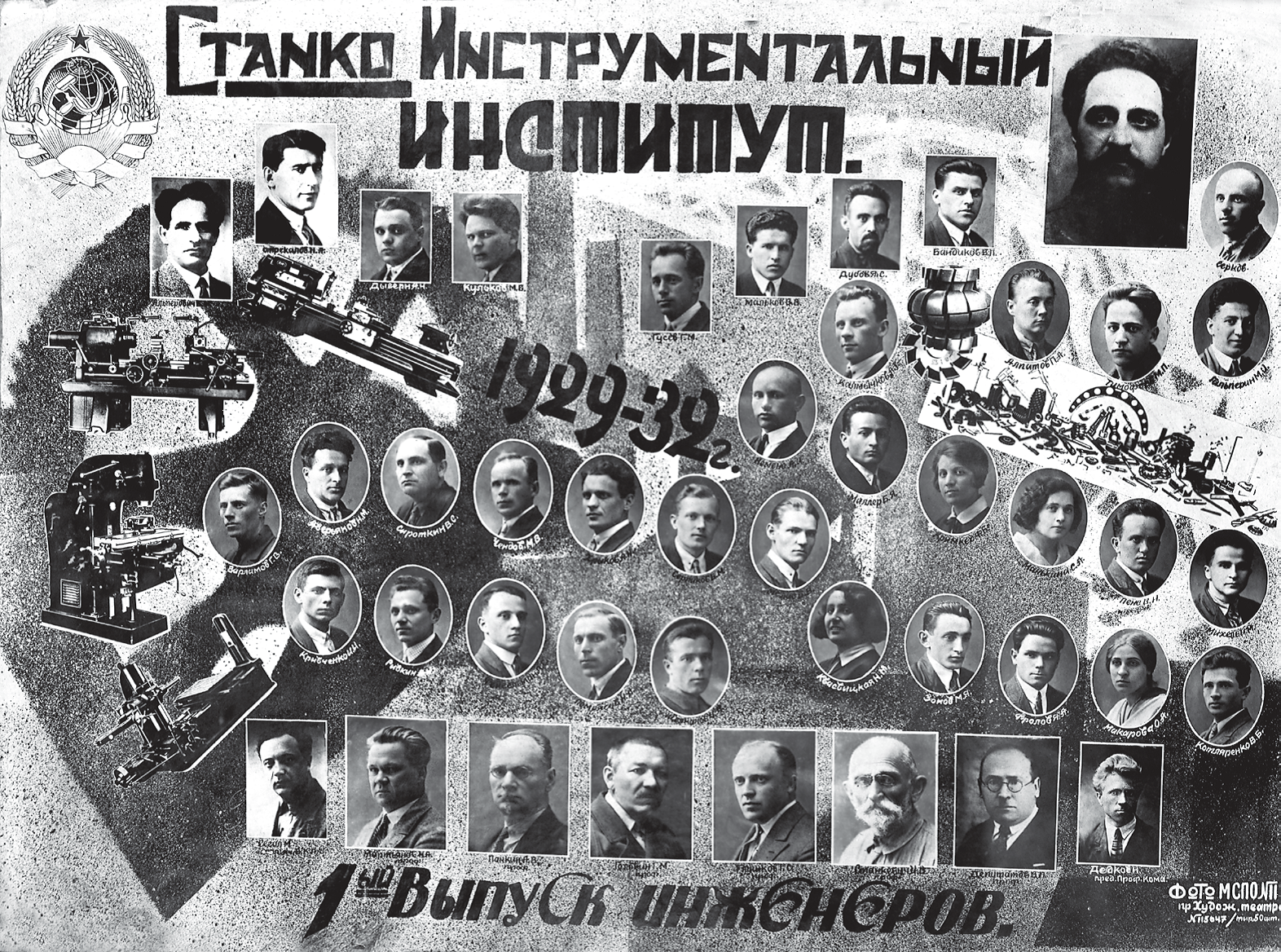
Первый выпуск инженеров

В 1932 году состоялся первый выпуск 29 инженеров по специальностям «Металлорежущие станки» (22 человека) и «Инструментальное производство» (7 человек).
Первым выпускником, окончившим Станкин досрочно, был Алексей Дыгерн, который вскоре стал заместителем директора и начальником учебно-методического сектора института. Выдержка из приказа по институту:

... студенту 9 триместра Дыгерну А. Н., учитывая его работу в конструкторском бюро по созданию станков, согласно положению об окончании вуза, досрочно присвоить звание инженера-конструктора по станкостроению.

В 1933 году по постановлению, подписанному В. Куйбышевым, «Станкин» получил новое четырёхэтажное здание, в котором он находится и сейчас. Здесь же ему предоставили помещение для учебно-производственных мастерских, впоследствии преобразованных в учебно-экспериментальный завод при институте.
В начале 1930-х годов было создано два факультета — станочный и инструментальный. Инструментальным факультетом руководил профессор Иван Семенченко, станочным — профессор Наум Ачеркан. Учебные планы соответствовали задачам подготовки инженеров широкого профиля. Кроме обязательных занятий, итоги которых оценивались по четырёхбалльной системе на экзаменах, были введены факультативные курсы. Возросли требования к курсовым проектам — их защищали на заседаниях специальных комиссий. Выбор проектов определялся жизненными потребностями развития советского станкостроения. В те же годы в Станкине открывается аспирантура, куда поступили первые девять аспирантов. Кроме дневной формы обучения, в Станкине уже в 1930-е годы существовали вечернее и заочное отделения. В это же время был образован специальный факультет особого назначения для обучения руководящих хозяйственных кадров.

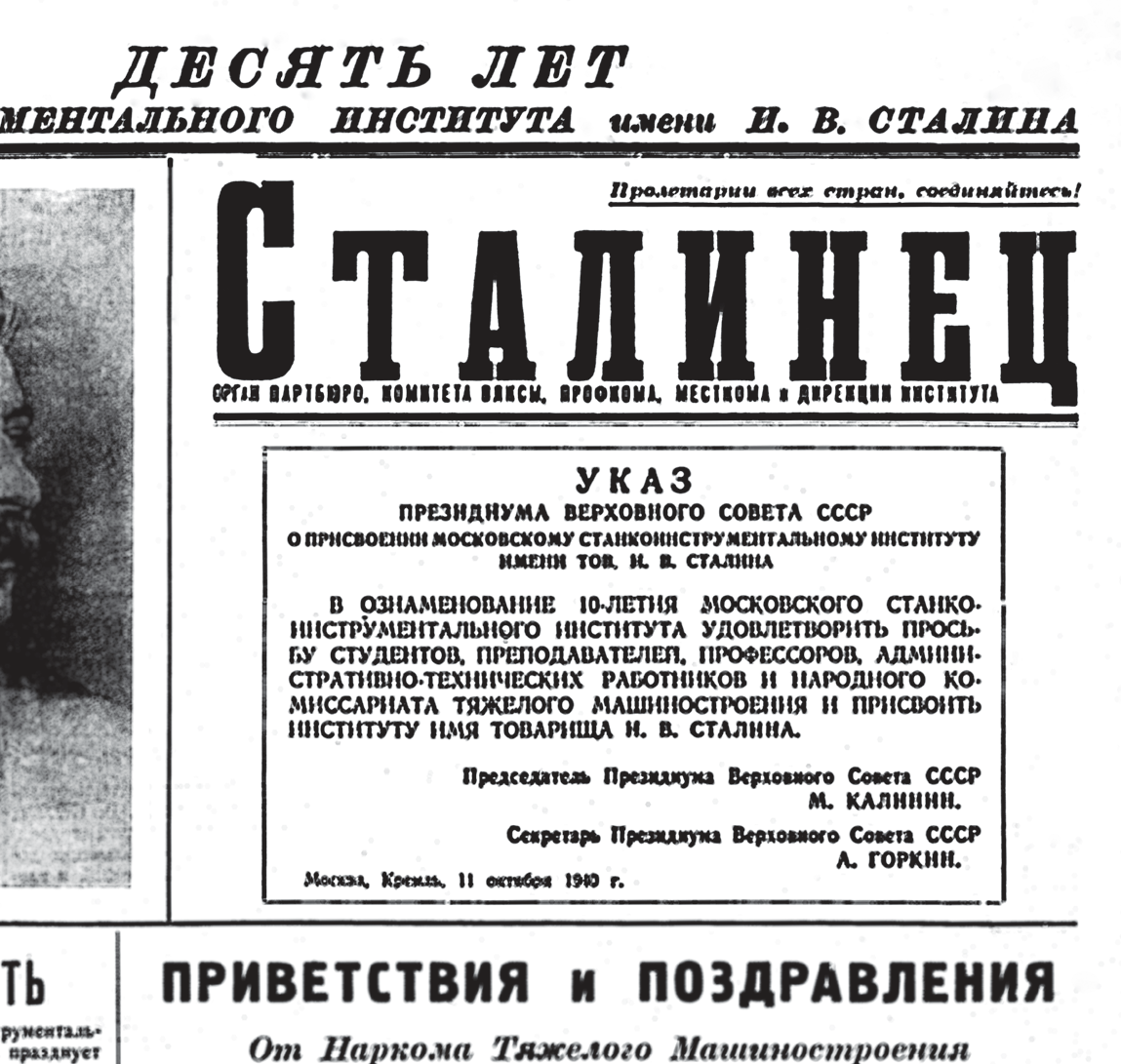
Десять лет станкоинструментального института имени И. В. Сталина

В 1934 году основан общетехнический факультет, первым деканом которого стал доцент В. Копыленко. В дальнейшем факультетом руководили профессор А. Астахов и доцент И. Вейцман.
В 1935 году десять студентов-инструментальщиков защитили дипломные проекты по тематике «обработка давлением».
В 1936 году организуется Бюро проектирования, а затем научно-исследовательский сектор. Их возглавил доцент Ж. Бейлин. В этом же году начал издаваться периодический сборник «Труды Московского станкоинструментального института», в котором печатались научные работы преподавателей и ученых института. Ответственным редактором сборника был назначен профессор Наум Ачеркан. За четыре года было выпущено 10 томов «Станкина».
В 1938 году была образована кафедра «Технология машиностроения», которую возглавил основоположник отечественной школы технологии машиностроения, профессор Александр Каширин.
Директором института в 1940 году стал Глеб Филаретов.
За десять лет работы «Станкин» выпустил около тысячи инженеров. Он стал одним из ведущих вузов страны, дающих своим выпускникам как теоретическую, так и уникальную практическую подготовку. Указом Президиума Верховного Совета СССР от 11 октября 1940 года «Станкину» было присвоено имя И. В. Сталина «за большие достижения в подготовке специалистов для народного хозяйства страны».
Великая Отечественная война помешала выполнению многих творческих замыслов коллектива института. В октябре 1941 года в условиях резкого ухудшения обстановки на фронте занятия в московских вузах прекратились. Значительная часть преподавателей и студентов «Станкина» ушли на фронт.

Открыть с 01.07.42 г. при институте Технологический Факультет в составе кафедр «Технология машиностроения», «Технология металлов», «Танки», «Организация производства» и групп студентов по специальностям «Технология машиностроения», по производству и ремонту танков.
— Приказ Московского станкоинструментального института №256/261 от 17.06.1942 г.

### Московский станкоинструментальный институт (1945—1992)
После окончания войны, с мая 1945 года по июнь 1947 года, коллектив «Станкина» возглавлял Г. Будяков.
В 1948 году приказом Министерства высшего образования в институте создан приборостроительный факультет. Исполняющим обязанности декана был назначен Александр Ростовых. Затем факультет возглавил Александр Иванов.
В 1949 году доцент кафедры инструментов Георгий Сахаров был удостоен Государственной премии СССР за разработку новых конструкций мелкомодульных шеверов.
В 1950 году от «Станкина» было выдвинуто 16 научных докладов на Всесоюзную конференцию, посвященную содружеству студентов с работниками предприятий.
В 1951 году в «Станкине» вновь открыто вечернее отделение, закрытое во время войны. В 1951—1952 годах здесь учились 25 человек по специальности «Приборы точной механики».
В 1953 году был образован факультет кузнечнопрессового производства. Его первым деканом стал профессор Владимир Мещерин.
В 1955 году в составе института появился самостоятельный вечерний факультет.

Московский государственный технологический университет "Станкин". Логотип 90-х

В год 25-летия «Станкина» существовало пять факультетов: станкоинструментальный, технологический, приборостроительный, кузнечно-прессового производства и вечерний. Институт выпускал инженеров по семи специальностям: металлорежущие станки, инструментальное производство, технология машиностроения, приборы точной механики, машины и обработка металлов давлением, машины и технологии литейного производства, медицинские инструменты и оборудование.
Общее количество выпущенных «Станкином» инженеров к 1955 году составило свыше 3,5 тысяч человек. Директором института в 1950-е годы был лауреат Сталинской премии, доктор технических наук, профессор Иван Третьяков.
В 1956 году по инициативе студентов был сформирован отряд второкурсников, который поехал на освоение целины. Возглавил отряд секретарь комитета комсомола Станкина Евгений Педь. Указом Президиума Верховного Совета СССР от 20 октября 1956 года Московский станкоинструментальный институт был награждён медалью «За освоение целинных земель».
К концу 1950-х годов в институте сформировался высококвалифицированный профессорско-преподавательский коллектив, образовались научные школы. Научную школу в области технологии машиностроения возглавил Борис Балакшин, конструирования металлорежущих станков — Наум Ачеркан, инструментального производства — Иван Семенченко, конструирования оборудования и технологии ковки и штамповки — Владимир Мещерин, приборов точной механики — Иосиф Городецкий, физики — Александр Ахматов.
С 1960 по 1974 год ректором института был выпускник «Станкина» 1942 года Василий Аршинов, являвшийся одним из инициаторов экспериментальной системы обучения на технологическом факультете. Он организовал подготовку специалистов по электрофизическим, электрохимическим методам обработки металлов, часовому производству, автоматизированному литейному производству. Под его руководством завершилось строительство новой части здания института и оснащение её техническими средствами обучения и оборудованием.
В 1961 году началось обучение по специальности «Автоматизация и комплексная механизация машиностроения». В 1962 году открыта новая специализация «Электромеханические методы обработки металлов». Важнейшим направлением учебной работы в Станкине в этот период было создание учебников и учебных пособий. Фундаментальные монографии были подготовлены: Валентином Пушем — «Конструирование металлорежущих станков»; Владимиром Сосонкиным — «Дискретная гидроавтоматика»; Борис Балакшин — «Технология станкостроения»; Донатом Чарнко — «Основы проектирования поточного производства в механосборочных цехах»; Иван Семенченко — «Проектирование металлорежущего инструмента»; Григорием Бурдуном и Борисом Марковым — «Основы метрологии»; Евгением Ланским — «Кузнечно-штамповочное оборудование». Минвузом была утверждена в качестве учебника монография Юлия Геллера и Александра Рахштадта «Материаловедение», которая вскоре была переведена на английский язык.
В 1960—1970 годы в «Станкине» проводится широкий спектр научных исследований по различным направлениям: адаптивному управлению технологическими процессами, автоматизации единичного и мелкосерийного производства, созданию автоматизированных и автоматических систем машин, новых моделей станков, разработке прогрессивного режущего инструмента и др.
В 1972 году ученым «Станкина» Борису Балакшину, Борису Базрову, Е. Луцкову, С. Протопопову, Юрию Соломенцеву и Владимиру Тимирязеву была присуждена Ленинская премия за исследование новых путей повышения точности и производительности обработки на станках с применением адаптивных систем. За плодотворное исследование твердосплавных, зуборезных и обкаточных инструментов Государственной премии были удостоены Иван Семенченко, Георгий Сахаров, В. Воробьев.
К 1974 году институт подготовил более 15 тыс. инженеров.
В 1975 году был организован факультет общественных профессий. Обучение на факультете шло по разным направлениям: школа молодого лектора, группы политинформаторов, комсомольских и профсоюзных организаторов, группы технического творчества, культурномассовой, спортивной работы, добровольные народные дружины. К 1979 году этот факультет окончили 730 студентов. Возглавлял его на общественных началах профессор В. Челноков.
В октябре 1974 года ректором «Станкина» стал доктор технических наук, профессор Юрий Соломенцев.
За большие заслуги в деле подготовки инженерных кадров и значительный вклад в отечественную науку, а также в честь 50-летия со дня образования, 4 сентября 1980 года Московский станкоинструментальный институт был награждён орденом Трудового Красного Знамени.
В 1981 году в институте началась работа по созданию и внедрению в производство прогрессивных видов режущего, абразивного и алмазного инструмента из новых материалов.
В 1986 году в «Станкине» открылся специальный факультет по повышению квалификации и переподготовке специалистов народного хозяйства.
В 1987—1988 годах в московской средней школе № 671 стали работать физико-математические классы при «Станкине». В 1989 году на их базе создан Московский технический лицей № 1 при Московском станкоинструментальном институте.
В 1991 году на базе старейших учебных заведений Егорьевска — механикоэлектротехнического училища им. цесаревича Алексея (основанного в 1909 году) и станкостроительного техникума «Комсомолец» (основанного в 1923 году) — был создан технический факультет «Станкина».
Приказом Министерства науки, высшей школы и технической политики от 7 декабря 1992 г. № 1119 Московский станкоинструментальный институт получил статус университета и новое наименование Московский государственный технологический университет «Станкин» (МГТУ «Станкин»).

### Московский государственный технологический университет «Станкин» после 1992
В 1993 году при «Станкине» создан Межвузовский специализированный центр новых информационных технологий, который проводит исследования по компьютеризации учебного процесса и новым технологиям в сфере образования и науки.

В апреле 1994 года Московскому техническому лицею № 1 при Московском станкоинструментальном институте был присвоен номер 1501. В августе 1999 года он стал техническим многопрофильным лицеем путем слияния двух московских технических лицеев — лицея при «Станкине» и лицея при МАДИ (Школа № 1501). Директором нового лицея стала кандидат физикоматематических наук, доцент Наталия Рахимова.

Логотип до 2025

В 1994 году был открыт факультет экономики и менеджмента инновационных технологий (ЭМИТ), целью которого стала подготовка высококвалифицированных специалистов экономического профиля для различных отраслей промышленности.
В этом же году в результате слияния двух факультетов — конструирования гибких автоматизированных производств и автоматизированных систем обработки металлов давлением был создан факультет механики и управления, который объединил ряд
кафедр, работающих в области конструирования и компьютерного проектирования автоматизированного оборудования.
16 января 1996 года технический факультет «Станкина», находящейся в Егорьевске, был преобразован в филиал «Станкина».
Начало XXI века Станкин встретил на передовых позициях в области образования и науки. Одним из первых университет перешёл на многоуровневую систему подготовки специалистов, реализуя образовательный процесс по: 10 направлениям бакалавриата, 8 направлениям магистратуры, 30 образовательным программам высшего профессионального образования.
В июне 2007 года ректором МГТУ «Станкин» был избран заведующий кафедрой высокоэффективных технологий обработки, доктор технических наук, профессор Сергей Григорьев.
В 2008 году в соответствии с решением Правительственной Комиссии по вопросам развития промышленности, технологий и транспорта, «Планом первоочередных мероприятий по развитию станкоинструментальной промышленности России до 2011 года» при МГТУ «Станкин» был создан Государственный инжиниринговый центр (ГИЦ), основной целью которого стало долгосрочное обеспечение технологической независимости и конкурентоспособности российского машиностроения.
В 2017 году ректором МГТУ «Станкин» была назначена Елена Катаева. В 2021 году врио ректором МГТУ «Станкин» был назначен заведующий кафедрой «Автоматизированных систем обработки информации и управления» д. т. н. Алексей Вячеславович Капитанов. В 2021 году исполняющим обязанности ректора МГТУ «Станкин» был назначен Владимир Валерьевич Серебренный. В 2022 году В. В. Серебренный был утвержден на должности ректора университета.

### Ректоры и директора
- 1930 — Каган-Шабшай, Яков Фабианович
- 1930—1940 — Брюханов, А. К.
- 1940—1942 — Филаретов, Глеб Васильевич
- 1945—1947 — Будяков, Г. П.
- 1907—1986 — Третьяков, Иван Петрович
- 1960—1974 — Аршинов, Василий Андреевич
- 1974—2007 — Соломенцев, Юрий Михайлович
- 2007—2017 — Григорьев, Сергей Николаевич
- 2017—2021 — Катаева, Елена Георгиевна
- 2021 — и. о. Пинчук, Андрей Юрьевич
- 2021 — врио Капитанов Алексей Вячеславович
- 2021—2025 — Серебренный Владимир Валерьевич
- 2025 — наст. время — Падалкин Борис Васильевич

### Названия университета
- С 1930 года — Московский станкоинструментальный институт
- 11.10.1940 года — 1956 — Московский станкоинструментальный институт имени И. В. Сталина
- С 1992 года — Московский государственный технологический университет «Станкин»
- С 2008 года — Федеральное государственное образовательное учреждение высшего профессионального образования (ФГОУ ВПО) Московский государственный технологический университет «Станкин»
- С 2010 года — Федеральное государственное бюджетное образовательное учреждение высшего профессионального образования (ФГБОУ ВПО) Московский государственный технологический университет «Станкин»
- С 2014 года — Федеральное государственное бюджетное образовательное учреждение высшего образования (ФГБОУ ВО) Московский государственный технологический университет «Станкин»
- С 2025 года — Федеральное государственное автономное образовательное учреждение высшего образования (ФГАОУ ВО) Московский государственный технологический университет «Станкин»

## Структура

### Институты
В состав вуза входит четыре института:
- Институт производственных технологий и инжиниринга
- Институт цифровых интеллектуальных систем
- Институт информационных технологий
- Институт социально-технологического менеджмента

### Функционирующие центры
В вузе функционируют следующие центры:
- Государственный инжиниринговый центр;
- Издательский центр;
- Центр технического сопровождения автоматизированных машиностроительных производств;
- Центр проектирования образовательных продуктов;
- Центр карьеры;
- Центр международного сотрудничества;
- Центр по работе с обучающимися (Единый деканат);
- Федеральный центр технического творчества учащихся;
- Инжиниринговый центр «Цифровые технологии машиностроения»;
- Центр новых материалов и технологий.

### Филиал
Егорьевский технологический институт (филиал) ФГБОУ ВО МГТУ «Станкин».

## Здания университета

### Корпуса МГТУ «Станкин»

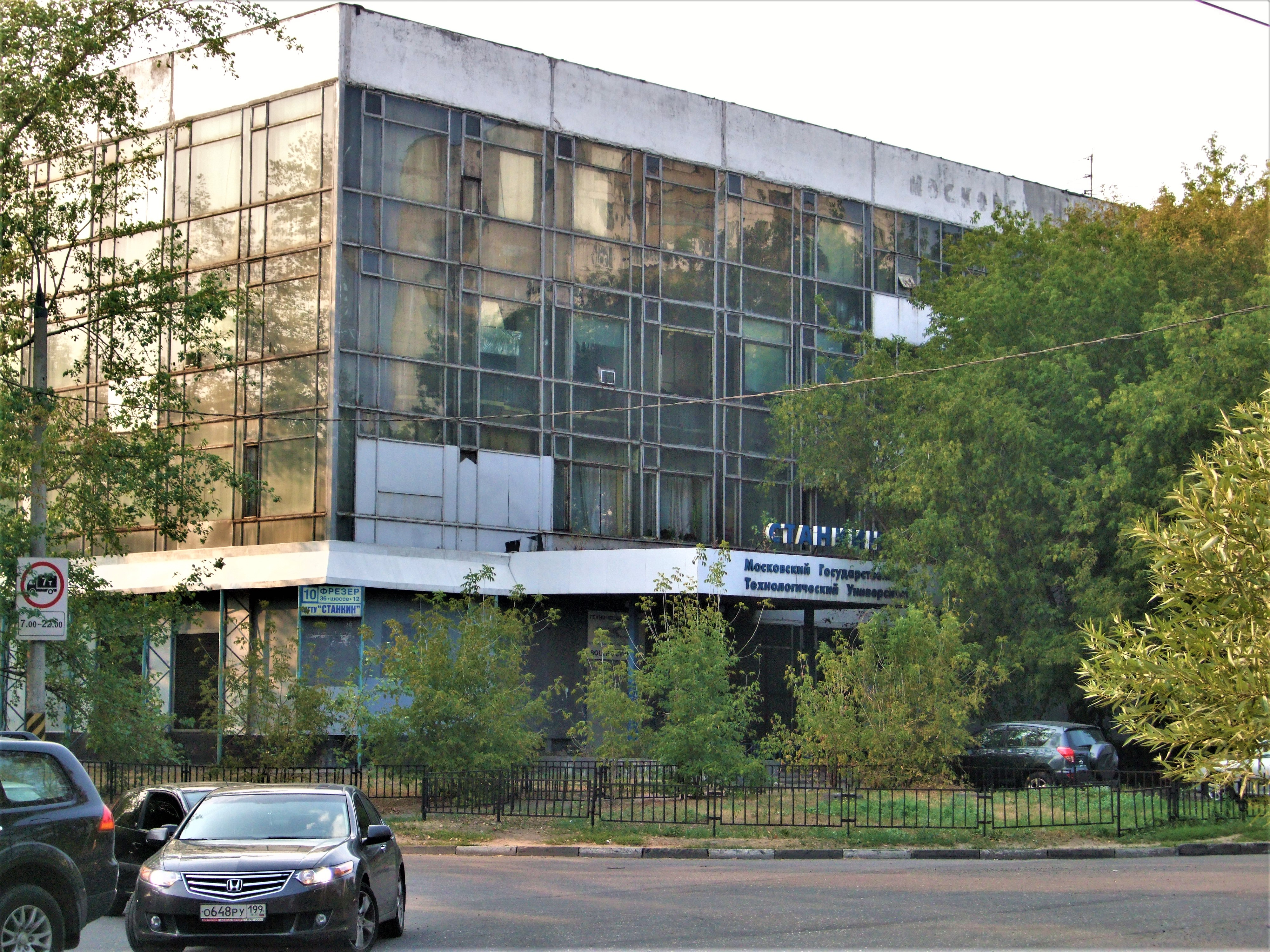
Корпус МГТУ «Станкин» по адресу: Москва, ш. Фрезер, 10

- МГТУ Станкин, корпус им. Ю. М. Соломенцева — построен в 1994 году. Адрес — Москва, Вадковский пер., 1
- Главный корпус МГТУ «Станкин». Адрес — Москва, Вадковский пер., 3а
- Корпус МГТУ «Станкин». Адрес — Москва, ш. Фрезер, 10

## Рейтинги
В 2014 году агентство «Эксперт РА» включило вуз в список лучших высших учебных заведений Содружества Независимых Государств, где ему был присвоен рейтинговый класс «D».
В 2018 году по результатам исследований журнала Forbes МГТУ «Станкин» занял 15-е место в рейтинге российских вузов.
В 2020 году МГТУ «Станкин» занял 81 место в Национальном рейтинге университетов Интерфакс.
В 2021 году МГТУ «Станкин» занял 54 место в рейтинге лучших вузов России RAEX-100, поднявшись на 4 позиций по сравнению с 2020 годом.
В 2022 году вуз вошёл в Международный рейтинг «Три миссии университета», где занял позицию в диапазоне 1201—1300 (54-62 место среди российских вузов). Также в 2022 году занял 60 место в рейтинге RAEX «100 лучших вузов России» и 66 место в рейтинге влиятельности вузов России (RAEX), 2022.
В 2024 году МГТУ «Станкин» занял 6 место в рейтинге вузов России по уровню зарплат выпускников ИТ-направлений, закончивших обучение в период с 2018 по 2023 годы, со средней заработной платой специалистов — 220 тыс. рублей.
В 2025 году МГТУ «Станкин» в том же рейтинге занял 6 место со средней заработной платой ИТ-специалистов — 240 тыс. рублей.

## Выпускники
Среди известных выпускников премьер-министр Российской Федерации Мишустин, Михаил Владимирович, Чернышенко, Дмитрий Николаевич, Фрадков, Михаил Ефимович, председатель ЛДПР Слуцкий, Леонид Эдуардович.
Первый министр станкостроения СССР Ефремов, Александр Илларионович, джазовый музыкант Гаранян, Георгий Арамович, футбольный судья, арбитр FIFA Латышев, Николай Гаврилович, советский и российский телережиссёр Зобин, Вадим Николаевич.

## Преподаватели
В 1930–1932 годах Келдыш, Мстислав Всеволодович преподавал математику в «Станкине».
В 90-х британский журналист Розенберг, Стив преподавал английский язык в «Станкине».
В 1974—1992 годах Лившиц, Александр Яковлевич работал в «Станкине» на различных должностях, заведовал кафедрой политэкономии.

## Скандалы
2 сентября 2021 года директор института технологического развития ракетно-космической промышленности МГТУ «Станкин» Григорий Зусев отправлен под домашний арест. Ему инкриминируется совершение преступления по ч. 4 ст. 159 УК РФ («Мошенничество в особо крупном размере»),